# Offley Crater
Der Offley Crater ist ein 120 m hoher, erloschener und erodierter Vulkankrater auf der Insel Heard im südlichen Indischen Ozean. Er ragt am Kap Bidlingmaier an der Nordküste der Insel auf. Der östliche, dem Meer zugewandte Teil des Kraters ist eingestürzt.
Namensgeber ist die Bark Offley aus Tasmanien, die 1859 unter Kapitän James William Robinson für den Walfang in den Gewässern um Heard operierte.